# Vorbitor
Vorbitor este un film românesc documentar, dramatic și de dragoste din 2011 regizat și scris de Alexandru Baciu și Radu Muntean.  

## Prezentare
Filmul prezintă viețile mai multor deținuți din sistemul penitenciar din România care și-au găsit perechea potrivită în timpul executării pedepselor.